# Guadramiro
Guadramiro és un municipi de la província de Salamanca a la comunitat autònoma de Castella i Lleó.

## Demografia
| 1991 | 1996 | 2001 | 2004 | 2012 |
| ---- | ---- | ---- | ---- | ---- |
| 267  | 240  | 204  | 197  | 168  |